# Bulunkul
Bulunkul je plitko, slatkovodno jezero u autonomnoj pokrajini Gorno-Badahšan, u jugoistočnom Tadžikistanu, oko 130 km istočno od Horoga, glavnog grada provincije. Leži u gornjoj dolini rijeke Gunt u gorju Pamir, ima površinu od 3900 ha s maksimalnom dubinom od 6 m. Gusta vegetacija pokriva veći dio njegove površine. Nalazi se 1,5 km od sličnog jezera, Jašilkul, a oba su okružena drugim močvarama, kao i pješčanim i šljunčanim ravnicama.
Dio je Važnog područja za ptice jezera Bulunkul i Jašilkul i planina. Jezero je 1967. godine poribljeno s 37 000 šarana. 
Selo Bulunkul poznato je kao jedno od najhladnijih naseljenih mjesta u srednjoj Aziji s rekordnom minimalnom temperaturom od -63°C.
Jezero i selo Bulunkul prikazani su u kratkom ekološkom filmu  Sveučilišta Ujedinjenih naroda.

## Vanjske poveznice
|  | Zajednički poslužitelj ima još gradiva o temi Bulunkul |